# Paladins
Paladins è un videogioco sparatutto in prima persona free-to-play, prodotto dalla Hi-Rez Studios e pubblicato per la prima volta in closed beta il 17 novembre 2016 e successivamente in open beta (accesso anticipato) il 16 settembre 2018. 
Il 3 maggio 2017 è stata pubblicata la versione beta per PC, PlayStation 4 e Xbox One. Il 12 giugno 2018 è stato lanciato il gioco adattato per Nintendo Switch (con sistema crossplay tra Xbox One e Nintendo Switch). La versione beta del gioco è terminata ufficialmente il 6 giugno 2018, quando Hi-Rez ha distribuito il primo aggiornamento del gioco completo, intitolato Rise of Furia.
Secondo SteamSpy, il gioco è stato scaricato 5.500.000 volte durante la prima settimana, dall'inizio dell'open beta.

## Modalità di gioco
Paladins è un gioco esclusivamente online, con diverse modalità di gioco multigiocatore:
- Siege: All'inizio della partite, le due squadre dovranno cercare di conquistare una zona centrale sulla mappa standoci sopra, la squadra che conquista per primo la zona sarà incaricata di dover trasportare un payload cioè un carro fino alla squadra avversaria in un lasso di tempo. Se non si riesce ad arrivarci in tempo, la squadra avversaria guadagnerà un punto. Dopodiché, il round ricomincerà.
- Onslaught: Modalità stile "Re della collina" nella quale l'obiettivo principale è guadagnare punti. Eliminando un avversario, il team guadagnerà 5 punti mentre rimanendo sul punto di controllo situato al centro della mappa si guadagnerà 1 punto al secondo. Vince il primo team che raggiunge 400 punti, oppure la squadra con più punti allo scadere del tempo limite di 10 minuti (Solo in Casual). È inoltre presente una variante della stessa modalità, nella quale il punto di controllo cambierà posizione durante la partita.
- Team Deathmatch: Modalità classica degli sparatutto, in cui ogni uccisione fa ottenere 1 punto alla propria squadra. La prima squadra a raggiungere quota 40 punti (uccisioni) vince. In alcune mappe sono presenti oggetti speciali che porteranno istantaneamente la carica dell'abilità suprema di un personaggio al 100% (Solo in Casual).

Esistono inoltre alcune particolari modalità aggiuntive:
- Training: Modalità nella quale un giocatore accede in solitaria e potrà far pratica con un Campione a sua scelta contro bot dal comportamento programmato.
- Custom: Il giocatore può creare una stanza personalizzata, nella quale invitare giocatori con piena libertà nella formazione delle squadre e nella scelta della modalità di gioco (sia Casual, sia Competitive, ma senza intaccare il rating).
- Testing Queue: Modalità nella quale è possibile giocare su mappe ancora in fase di sviluppo (graficamente prive di design, dettagli e texture). A fine partita, il gioco mostrerà una finestra in cui sarà possibile lasciare un feedback per gli sviluppatori (Solo in Casual).

Al termine di ogni partita delle quattro modalità principali o Testing Queue, saranno visualizzati i migliori giocatori per ognuno dei quattro obiettivi (colpi di grazia, cure, danni e tempo di conquista effettuati). Sará possibile aprire una schermata dettagliata della partita appena conclusa, dalla quale segnalare i giocatori che hanno tenuto un comportamento scorretto oppure trovare giocatori da aggiungere alla propria lista amici.
Esiste anche una versione del gioco, denominata PTS (Public Test Server), che consente di provare anticipatamente le novità che verranno introdotte negli aggiornamenti futuri.
Determinati eventi speciali a tempo limitato, inoltre, possono introdurre particolari modalità dal gameplay atipico, come una differente configurazione del livello, degli obiettivi o la selezione casuale o semi-casuale dei personaggi.

### Competitiva
Paladins, durante lo sviluppo, ha subito varie modifiche alla modalità Ranking. Inizialmente infatti, la modalità Ranking consisteva nel portare ad una lega sempre maggiore un determinato Campione. Questo avveniva però solo per il singolo Campione, portando in questo modo a creare una distinzione di lega tra i vari Campioni; dalla patch OB 56 il sistema di Ranking cambiò radicalmente: questo nuovo sistema (chiamato RANKING 2.0) eliminò il ranking individuale dei Campioni permettendo di avere un livello di lega uguale per tutti.
Giocando le partite, si aumenterà la maestria del Campione utilizzato, e portandola ad un determinato livello, il giocatore potrà sbloccare un "titolo" relativo ad esso, mentre al livello 50 sbloccherà una versione dorata dello stesso. Inoltre, vincere partite in modalità competitiva permetterà di guadagnare TP, necessari a scalare le 7 leghe presenti all'interno del gioco, le prime 5 divise in 5 divisioni in ordine decrescente, ciascuna visualizzabile nel proprio profilo. È da notare che il gioco tiene in grande considerazione le prime dieci partite classificate giocate, in quanto sono esplicitamente definite come partite "di calibrazione" per stabilire il ranking iniziale del giocatore.
SVOLGIMENTO DELLE PARTITE: Una partita in modalitá Classificata si svolgerà principalmente in tre fasi;
- PRIMA FASE: Scelta Campione - L'inizio consiste nella scelta del Campione, che avviene a turni (1-2-2-2-1). Ogni squadra avrà inoltre la possibilità di bandire un Campione per un massimo di 1 (2 dalla patch 68) Campione/i per squadra.
- SECONDA FASE: Svolgimento partita - A differenza di una partita in modalità casual, ci saranno alcune differenze per incrementare la competività del gioco.
- TERZA FASE: Termine partita - Al termine della partita, i giocatori avranno un resoconto del loro TP (guadagnato o no).

## Personaggi
Nel gioco sono presenti 52 Campioni, suddivisi in 4 ruoli: Front Line, Support, Damage e Flank. Ogni Campione dispone di abilità che lo contraddistinguono, e può essere personalizzato in vari modi. Ogni settimana sarà possibile provare alcuni Campioni tramite una rotazione.

### Personalizzazione
Ogni Campione è caratterizzato da un insieme di elementi personalizzabili per cambiarne l'aspetto (costume (precedentemente diviso in accessorio e corpo), arma, provocazione, posa assunta nella schermata MVP, voce e spray), una serie di deck realizzabili dall'utente con speciali carte (che ne modificano abilità e caratteristiche; uno è già fornito, ma è possibile crearne di alternativi) e delle carte leggendarie (talenti), selezionabili all'inizio di ogni partita, che forniscono grandi bonus al personaggio e ne variano radicalmente lo stile di gioco. Durante la partita è inoltre possibile acquistare particolari carte con i crediti accumulati in-game, che forniscono ulteriori bonus e potenziamenti.

### Cards Unbound
Prima della discussa patch OB64, ogni carta doveva essere acquistata con Oro (o successivamente con Essenze), e poteva essere inserita nel loadout ad un livello di potenza variabile da 1 a 4: la somma dei livelli delle cinque carte avrebbe doveva essere esattamente pari a 12. A partire dalla patch OB 64, con l'aggiornamento Cards Unbound, ogni giocatore ha a disposizione fin da subito tutte le carte di tutti gli eroi, ad un livello di potenza pari a 1, e incrementabile fino a 10 grazie ai doppioni della carta stessa, trovati nelle casse premio ("lootbox") acquistabili per Oro, Cristalli, o ottenibili con le vittorie. Hi-Rez fornisce già tre loadout precostruiti differenti per ogni personaggio, e cinque carte al livello 4.

## Paladins Strike
Dal 28 aprile su dispositivi mobili iOS e Android fu rilasciato Paladins Strike. In Paladins Strike erano presenti la maggior parte dei personaggi del gioco originale, con tutte le loro iconiche abilità riadattate per seguire i canoni del genere MOBA. Anche qui il gioco si basava su battaglie 5 vs 5. I combattimenti erano svolti in tempo reale con visuale dall'alto isometrica.

### Chiusura
Paladins Strike chiuse Settembre del 2020. Il motivo preciso non si conosce, ma si supponga sia a causa dello stato del gioco in se.

## Controversie
Paladins è stato accusato da molti utenti di aver copiato il titolo Blizzard Overwatch. In risposta alle accuse, Todd Harris (uno dei fondatori di Hi-Rez) comunicò tramite Twitter che il team di sviluppo non ha avuto la sua ispirazione da Overwatch ma dal titolo di Valve Team Fortress 2, e che Paladins è in sviluppo da più tempo rispetto al titolo citato di Blizzard.

### Cards Unbound
Al rilascio della OB64, il nuovo sistema di carte e loadout è stato molto criticato dalla playerbase e dai giocatori professionisti, scatenando una vera e propria insurrezione mediatica su ogni canale social, e spingendo Hi-Rez Studios a raffinarlo con patch successive. Un esempio è rappresentato dalla modalità Competitive, in cui i giocatori avranno le carte del proprio loadout fissate al livello 4; per lo stesso motivo, la modalità Siege è stata divisa in due varianti: Classic Siege, con le carte fissate al livello 4, e Unbound Siege, con le carte al livello corrente raggiunto dal giocatore.

#### La "vittoria" degli utenti
Il sistema Cards Unbound è stato abbandonato a partire dalla patch OB67, a seguito di un annuncio diramato dal nuovo direttore esecutivo Chris "HiRezChris" Larson, riportando il sistema delle carte ad una situazione simile alla precedente: ora sono disponibili fin da subito tutte le carte di tutti i personaggi, inseribili a cinque in ogni loadout, ed incrementabili di livello di potenza (da 1 a 5) fino a raggiungere un punteggio complessivo pari a 15.